# Friedrich-Alexander-Universität Erlangen-Nürnberg
Friedrich-Alexander-Universität Erlangen-Nürnberg, forkortet FAU, er et tysk universitet med campusser i Erlangen og Nürnberg i delstaten Bayern. Med sine 11 fakuluteter, 91 instiutter, 265 professorer og 25.855 studerende (2007/2008) er det delstatens næststørste universitet. Campusset i Erlangen er suverænt størst med to ud af tre studerende og ni af de 11 fakulteter.
Universitetet blev grundlagt i 1742 i Bayreuth af markgreve Friedrich 3. af Brandenburg-Bayreuth, men blev allerede i 1743 flyttet til Erlangen. Oprindeligt var universitetet protestantisk, men blev efterhånden sekulariseret. Under Nazi-Tyskland var universitetet et af de første der fik flertal af nazi-sympatisører i studenterrådet. I 1961 blev handelshøjskolen i Nürnberg fusioneret med universitetet, og i 1966 kom et teknisk universitet til. Det pædagogiske universitet i Nürnberg blev en del af universitetet i 1972.
Blandt universitetets kendte alumner er filosoffen Ludwig Andreas Feuerbach, Hans Geiger, der opfandt Geigertælleren, tidligere kansler Ludwig Erhard, nobelprisvinderen Eduard Buchner og fysikeren Georg Ohm, der udviklede Ohms lov.